# Scorzonera aristata
La scorzonera dorata (Scorzonera aristata  Ramond. ex DC., 1805) è una specie di pianta angiosperma dicotiledone della famiglia delle Asteraceae.

## Etimologia
Il nome del genere (Scorzonera) ha una etimologia incerta; potrebbe derivare da più radici quali "scorzon" in francese antico, "Scorsone" in italiano e "escorzonera" in spagnolo, il cui significato è "scorza nera"; ma anche "vipera", forse dall'uso delle sue radici come antidoto al morso dei serpenti. L'epiteto specifico (aristata) significa "con punta lunga" in riferimento all'apice delle brattee dell'involucro provvisto di una sporgenza lesiniforme.
Il binomio scientifico della pianta di questa voce è stato proposto dai botanici Louis François Elisabeth Ramond de Carbonnière (1753-1827) e Augustin Pyramus de Candolle (1778-1841) nella pubblicazione "Flore Francaise, ou Descriptions Succinctes de Toutes les Plantes qui Croissent Naturellement en France" (Fl. Franc. [de Candolle & Lamarck], ed. 3. 4: 922) del 1805.

## Descrizione
Habitus. La forma biologica è emicriptofita scaposa (H scap), ossia sono piante perenni, con gemme svernanti al livello del suolo e protette dalla lettiera o dalla neve, spesso sono dotate di un asse fiorale eretto e privo di foglie.
Fusto. L'altezza media di queste piante varia da 2 a 3 dm.  La parte sotterranea consiste in un rizoma verticale non avvolto da fibre. La parte aerea del fusto è eretta, semplice (non ramificata) e senza foglie. Le radici sono secondarie da rizoma; i rizomi non sono fibrosi.
Foglie. Le foglie sono per lo più basali e sono disposte in modo alterno. La lamina, con un portamento eretto e poi ripiegato a doccia, ha un contorno lineare con apici acuti; la superficie è solcata da 5 nervi paralleli. La base ha una pelosità ragnatelosa caduca. Dimensioni delle foglie cauline: larghezza 5 mm; lunghezza 2 – 3 dm.
Infiorescenza. Le infiorescenze sono generalmente composte da un unico capolino. Il capolino è formato da un involucro a forma piriforme composto da brattee (o squame) disposte su parecchie serie all'interno delle quali un ricettacolo fa da base ai fiori tutti ligulati. Le squame si dividono in due tipi: inferiori e superiori. Quelle inferiori hanno una forma lanceolato-acuminata con bordi biancastri e un prolungamento lesiniforme lungo 5 – 10 mm. Quelle superiori sono più strette e più lunghe. Il ricettacolo è nudo, ossia privo di pagliette a protezione della base dei fiori. Diametro del capolino: 3 – 4 cm. Diametro dell'involucro: 1 – 2 cm. Dimensione delle squame inferiori: larghezza 5,5 mm; lunghezza 12 – 14 mm. Dimensione delle squame superiori: lunghezza 20 – 22 mm.
Fiori. I fiori sono tutti del tipo ligulato (il tipo tubuloso, i fiori del disco, presente nella maggioranza delle Asteraceae, qui è assente), sono tetra-ciclici (ossia sono presenti 4 verticilli: calice – corolla – androceo – gineceo) e pentameri (ogni verticillo ha 5 elementi). I fiori sono ermafroditi e zigomorfi.
- Formula fiorale:

*/x K {\displaystyle \infty }, [C (5), A (5)], G 2 (infero), achenio
- Calice: i sepali del calice sono ridotti ad una coroncina di squame.
- Corolla: le corolle sono formate da una ligula terminante con 5 denti; il colore è giallo (a volte il colore è brunastro sulla pagina inferiore delle ligule - rossastro nel secco). Dimensione dell ligula: larghezza 3 mm; lunghezza 20 mm. Lunghezza del tubo: 10 mm.
- Androceo: gli stami sono 5 con filamenti liberi, mentre le antere sono saldate in un manicotto (o tubo) circondante lo stilo.[14] Le antere alla base sono acute.  Il polline è tricolporato (con due lacune), è echinato (con punte) e anche "lophato" (la parte più esterna dell'esina è sollevata a forma di creste e depressioni).[15]
- Gineceo: lo stilo è filiforme con peli sul lato inferiore; gli stigmi dello stilo sono due divergenti, filiformi, ricurvi con la superficie stigmatica posizionata internamente (vicino alla base).[16] L'ovario è infero uniloculare formato da 2 carpelli.
- Fioritura: da giugno a luglio.

Frutti. I frutti sono degli acheni con pappo di setole piumose. L'achenio, ristretto all'apice e con coste rugoso-tubercolate, è lungo 9 – 11 mm. Il pappo è bianco ed è lungo 12 – 15 mm.

## Biologia
- Impollinazione: l'impollinazione avviene tramite insetti (impollinazione entomogama tramite farfalle diurne e notturne).
- Riproduzione: la fecondazione avviene fondamentalmente tramite l'impollinazione dei fiori (vedi sopra).
- Dispersione: i semi (gli acheni) cadendo a terra sono successivamente dispersi soprattutto da insetti tipo formiche (disseminazione mirmecoria). In questo tipo di piante avviene anche un altro tipo di dispersione: zoocoria. Infatti gli uncini delle brattee dell'involucro si agganciano ai peli degli animali di passaggio disperdendo così anche su lunghe distanze i semi della pianta.

## Distribuzione e habitat

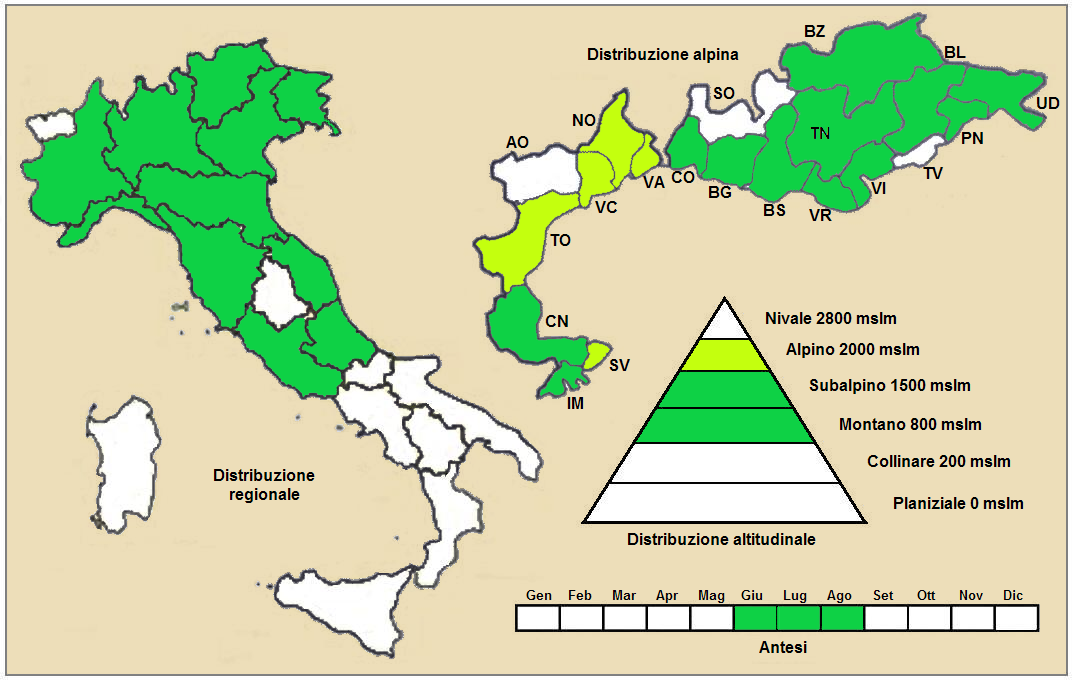
Distribuzione della pianta
(Distribuzione regionale – Distribuzione alpina)

- Geoelemento: il tipo corologico (area di origine) è Orofita Sud Ovest Europeo.
- Distribuzione: in Italia è considerata una specie rara e si trova soprattutto al Nord. La distribuzione di questa pianta presenta un areale frammentato, probabilmente di origine antica ma non postglaciale.[11] Nelle Alpi, oltre il confine italiano, è presente in Francia, in Austria e Slovenia.[18] Nel resto dell'Europa si trova nella parte occidentale.
- Habitat: l'habitat tipico per questa specie sono i pascoli e le praterie subalpine. Il substrato preferito è calcareo con pH basico, alti valori nutrizionali del terreno che deve essere secco.[18]
- Distribuzione altitudinale: sui rilievi alpini queste piante si possono trovare a quote comprese tra 1.000 e 2.300 m s.l.m.; frequentano quindi i seguenti piani vegetazionali: montano, subalpino e in parte quello alpino.

### Fitosociologia
Dal punto di vista fitosociologico alpino la specie di questa scheda appartiene alla seguente comunità vegetale:
Formazione: comunità delle praterie rase dei piani subalpino e alpino con dominanza di emicriptofite
Classe: Elyno-Seslerietea variae
Ordine: Seslerietalia variae
Alleanza: Seslerion variae
Sub-Alleanza: Caricenion austroalpinae

## Tassonomia
La famiglia di appartenenza di questa voce (Asteraceae o Compositae, nomen conservandum) probabilmente originaria del Sud America, è la più numerosa del mondo vegetale, comprende oltre 23.000 specie distribuite su 1.535 generi, oppure 22.750 specie e 1.530 generi secondo altre fonti (una delle checklist più aggiornata elenca fino a 1.679 generi). La famiglia attualmente (2021) è divisa in 16 sottofamiglie.

### Filogenesi
Il genere di questa voce appartiene alla sottotribù Scorzonerinae della tribù Cichorieae (unica tribù della sottofamiglia Cichorioideae). In base ai dati filogenetici la sottofamiglia Cichorioideae è il terz'ultimo gruppo che si è separato dal nucleo delle Asteraceae (gli ultimi due sono Corymbioideae e Asteroideae). La sottotribù Scorzonerinae è il secondo clade che si è separato dalla tribù.
Con gli ultimi studi filogenetici da questo genere sono stati scorporati diverse sezioni (Takhtajaniantha, Lipschitzia,  Ramaliella, Epilasia e altre ancora trasformate in generi autonomi). Da questa operazione Scorzonera è risultato un genere monofiletico con quattro cladi maggiori e poche specie isolate. La specie S. aristata appartiene al "Scorzonera s.str. clade", individuato dai seguenti caratteri: le brattee interne dell'involucro hanno una macchia rosso-scuro; le corolle sono gialle; gli acheni sono privi di carpoforo e di becco; l'epidermide degli acheni è papillosa; il pappo è persistente. Le altre specie del clade sono: S. parviflora e S. humilis.
Il numero cromosomico di S. aristata è: 2n = 14.

### Sinonimi
Sono elencati alcuni sinonimi per questa entità:
- Hieracium aristatum E.H.L.Krause
- Scorzonera alpina  Hoppe
- Scorzonera graminifolia  All.
- Scorzonera grandiflora  Lapeyr.
- Scorzonera hoppeana  Sieber ex Rchb.
- Scorzonera tenuifolia  Bertol.

### Specie simili
Nell'ambito del gruppo le scorzonerine sono abbastanza simili tra di loro. Nella flora spontanea italiana possiamo distinguere altre cinque specie simili alla Scorzonera aristata i cui caratteri più distintivi sono indicati di seguito:
- Scorzonera humilis DC.: il rizoma è densamente fibroso all'apice; gli acheni lunghi 7 - 11 mm, hanno le coste lisce; il pappo è biancastro.
- Gelasia hirsuta (Gouan) Zaika, Sukhor. & N.Kilian: tutta la pianta è ricoperta da peli contorti; il pappo è lungo il doppio dell'achenio.
- Takhtajaniantha austriaca (Willd.) Zaika, Sukhor. & N.Kilian: il rizoma è provvisto di fibre; le foglie hanno una consistenza coriacea e sono glabrescenti.
- Gelasia villosa (Scop.) Cass.: il capolino è lievemente più piccolo; le foglie sono ricoperte da peli biancastri.
- Pseudopodospermum hispanicum (L.) Zaika, Sukhor. & N.Kilian: è la più alta (arriva a 1 metro); le foglie cauline inferiori sono allargate con bordi sinuosi.